# Leucocroton incrustatus
Leucocroton incrustatus là một loài thực vật có hoa trong họ Đại kích. Loài này được Borhidi mô tả khoa học đầu tiên năm 1991.